# David Barlow
David Thomas Barlow (Melbourne, 22 ottobre 1983) è un ex cestista e allenatore di pallacanestro australiano.

## Carriera
Con l'Australia ha disputato due edizioni dei Giochi olimpici (Pechino 2008, Londra 2012) e tre dei Campionati mondiali (2006, 2010, 2019).